# Liber Extra

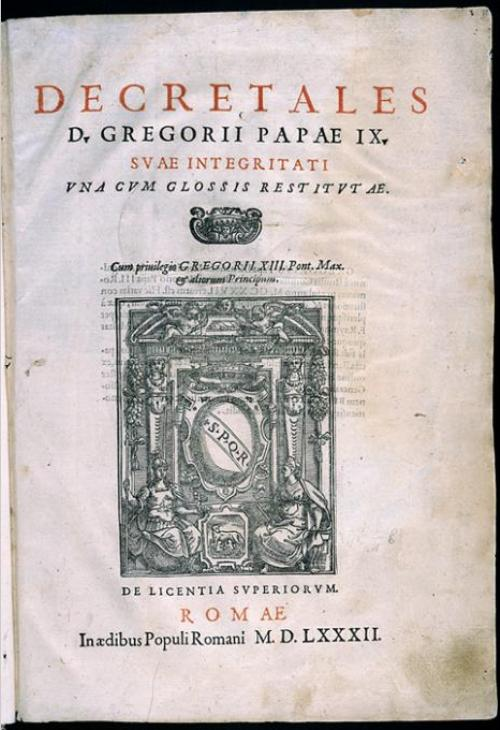
Edizione cinquecentesca dei Decretales di Gregorio IX

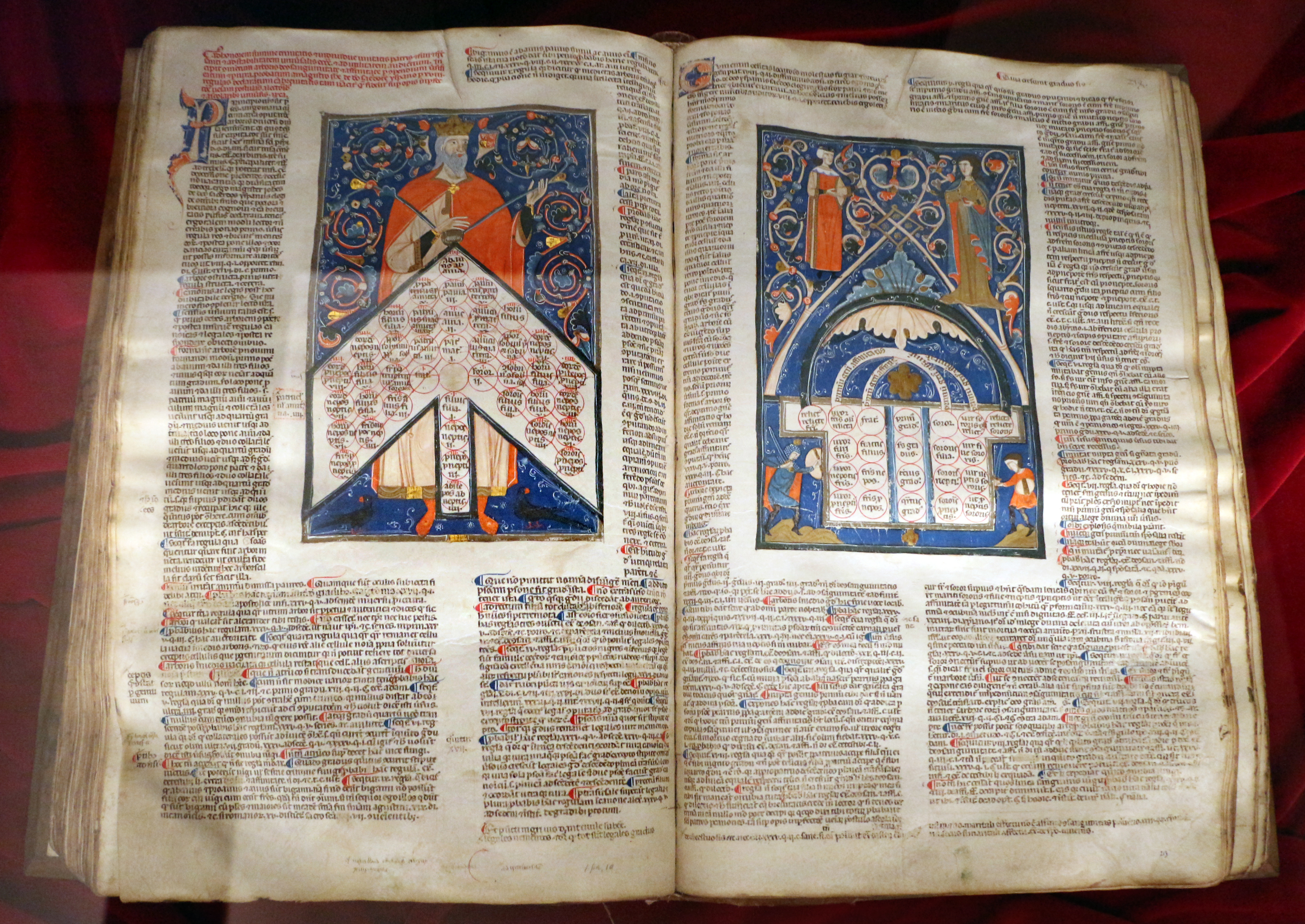
Decretales di Gregorio IX con commento di Bernardo da Parma, manoscritto del 1290 circa, Biblioteca Medicea Laurenziana

Il Liber extra (o Decretalium Gregorii IX compilatio) è un testo di diritto canonico. Papa Gregorio IX lo fece redigere nel 1234, cento anni dopo il decretum Gratiani, incaricandone il giurista Raimondo di Peñafort, domenicano di Barcellona.
Tale opera mostra la compiuta maturità del diritto canonico classico, oltre a rappresentare il volto ufficiale del diritto canonico dopo la svolta di Graziano.
Fa parte del Corpus Iuris Canonici e le disposizioni in esso contenute sono rimaste in vigore fino al Codice di diritto canonico del 1917.

## Storia
Tra il 1140 (presunta data di pubblicazione del Decretum) e il 1234 erano stati celebrati due concili della Chiesa e emesse altre decretali.

## Contenuti
L'espressione extra vagantium (riferita alle norme contenute nel codice) indica decretali che erano rimaste fuori dal decretum. L'opera è senza commenti, divisa in 5 libri, suddivisi in titula, rubrica summaria (scritte rosse di tre parole con il contenuto sintetico della norma) e, ulteriormente, in summarii.
L'opera riportava sia le definizioni dogmatiche, sia le norme liturgiche. Fu stabilito che tutte le leggi ecclesiastiche universali antecedenti, emanate dai predecessori e contrarie a norme presenti nel Liber, fossero da considerare abrogate.

## Commentatori

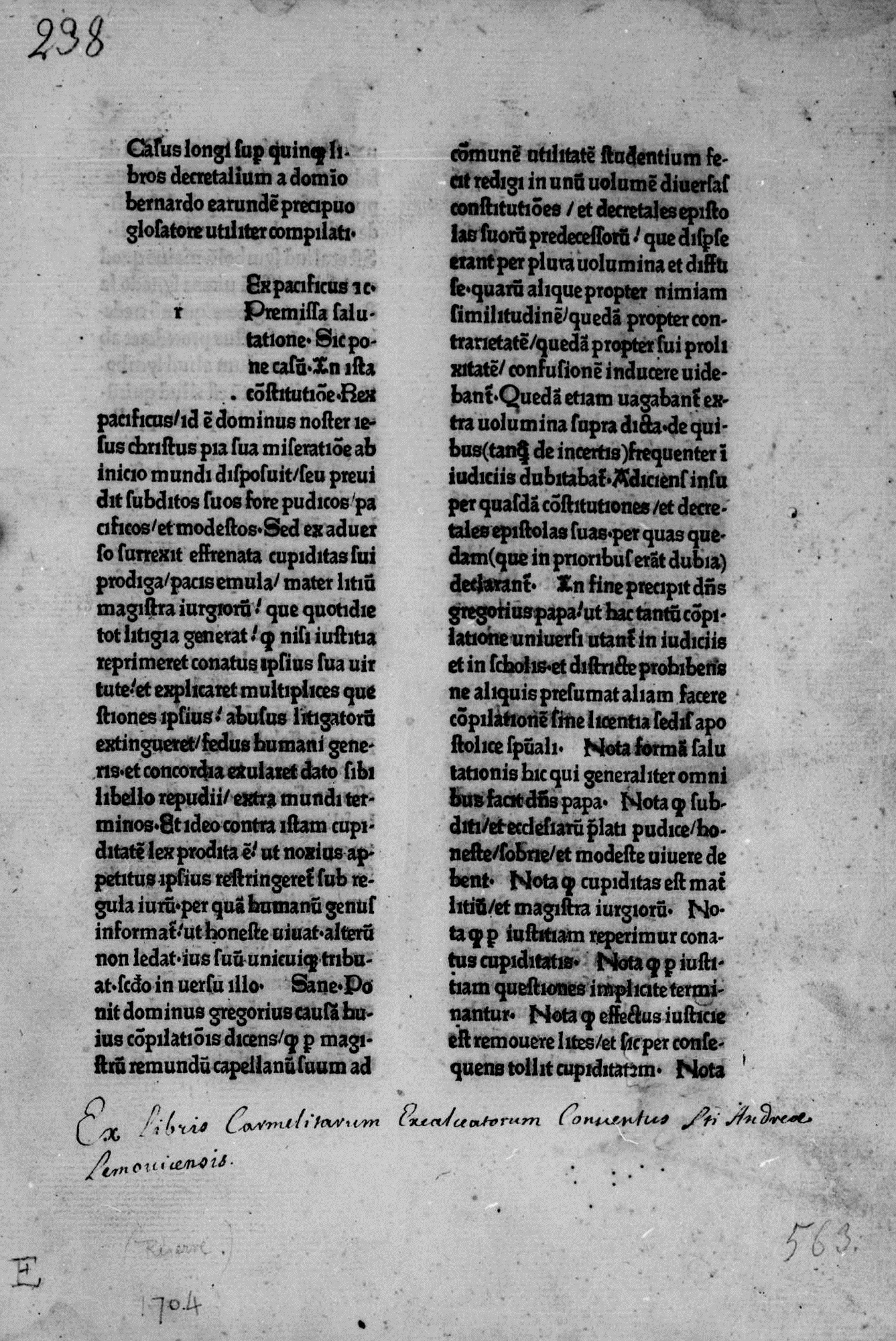
Bernardo di Botone (Bernardo da Parma), Casus longi super quinque libros Decretalium, 1475

Per indicare i principali commentatori delle Decretali bisognerebbe scrivere una storia di diritto canonico nel Medioevo. Tra i canonisti importanti vi furono papa Innocenzo IV (morto nel 1254), Enrico da Susa detto l'Ostiense (morto nel 1271), l'"Abbas antiquus" (XIII secolo), Giovanni d'Andrea, Baldo degli Ubaldi (morto nel 1400), Pietro d'Ancarano (morto nel 1416), il cardinale Francesco Zabarella (morto nel 1417), Domenico da San Gimignano (XV secolo), Giovanni da Imola (morto nel 1436) e Niccolò Tedeschi anche chiamato "Abbas Siculus", o "Modernus", o "Panormitanus" (morto nel 1453), Bernardo di Botone detto anche Bernardo da Parma. Tra i commentatori moderni, Manuel González Téllez e Raffaele Fagnani possono essere consultati vantaggiosamente per l'interpretazione del testo delle Decretali. Le Decretali di Gregorio IX rimangono la base del diritto canonico nella misura in cui non è stato modificato dalle successive raccolte e dalle leggi generali della Chiesa (si veda Corpus Iuris Canonici).